# Решетилівська сотня
Решетилівська сотня (1683—1775 рр.) — військово-територіальна одиниця Війська Запорозького з центром у м-ку Решетилівка.
Створена І. Самойловичем у 1683 з вихідців із Правобережної України, яких переселили у 1672—1682 з правобережних полків, зокрема, з м. Мурафи, згідно з мирними угодами з Польщею та Туреччиною. Розселені в селах навколо Решетилівки, вони і склали територію новоствореної сотні. Весь час свого існування сотня входила до Полтавського полку. Була ліквідована разом з ним у жовтні 1775, а територія включена до Новоросійської губернії.
Сотники: Мураховський Гаврило (1684, н.), Завадовський Ясько (1690), Бужинський (Буженко) Ярема (1696), Григорій (1717), Ярема Федорович (1714—1718), Гаєвський Іван Іванович (1720—1733), Степанов Семен (1727), Бузановський Семен Степанович (1737—1763), Бузановський Харлам Семенович (1767—1775).
Населені пункти сотні в 1726—1730 рр.: Решетилівка, городок; Демидівка, сільце.
Населені пункти сотні в 1750-х рр.: м-ко Решетилівка; село Димидівка.
Населені пункти сотні за Генеральним описом Малоросії 1765—1769: м-ко Решетилівка; села: Димидівка, Надежда, Потеряйки, Стінка; слобода Піщанка; 51 хутір.
Джерела:
1. Адміністративно-територіальний устрій Лівобережної України 50-х рр. XVIII ст. Каталог населених пунктів (за матеріалами архівних податкових реєстрів). — К. 1990. — с. 76.
2. Заруба В. М. Адміністративно-територіальний устрій та адміністрація Війська Запорозького у 1648—1782 роках. — Дніпропетровськ: Ліра ЛТД, 2007. — с. 198.
3. Хорольщина та навколишні землі в Генеральному слідстві про маєтності 1729—1731 рр.: науково-довідкове видання / укладач Микола Костенко; передмова Павла Сацького. — К., 2014. — с. 94.